# Volgogrado
Volgogrado, entre 1925 y 1961 llamada Stalingrado, y previamente llamada Tsaritsin durante 336 años, es una ciudad rusa situada en el óblast homónimo. Su población era de 1 021 200 habitantes en 2010 (la duodécima ciudad más poblada de Rusia) y el área metropolitana de Volgogrado, que incluye también las localidades de Volzhski y Krasnoslobodsk, tenía 1,51 millones de habitantes (la octava más poblada).
Es conocida por ser escenario de la batalla de Stalingrado, la más cruenta de las que tuvieron lugar durante la Segunda Guerra Mundial, en la cual los soldados soviéticos resistieron los intentos de conquistar la ciudad por parte de las fuerzas del Eje entre junio de 1942 y febrero de 1943, con un altísimo costo de vidas humanas. En honor a la batalla se levantó la estatua de la Madre Patria, una monumental estatua de 85 metros de altura y uno de los símbolos de la ciudad.

## Toponimia
El nombre de la ciudad actualmente es «Volgogrado» (del ruso: Волгогра́д), Volgograd, «Ciudad del Volga»; AFI: /vɐlɡəˈɡrat/ⓘ. Recibió el nombre de «Tsaritsin» (Царицынⓘ) entre 1589 y 1925. Se llamó «Stalingrado» (en ruso: Сталинградⓘ [Ciudad de Stalin], transliterado como Stalingrad) entre 1925 y 1961.

## Historia

### Orígenes
Fundada por el zar Teodoro I en 1589 con el nombre de Tsaritsin -nombre tomado del río Tsaritsa (en tártaro: Sary Su, «Agua amarilla»)- que atraviesa la ciudad y desemboca en el Volga, como una fortaleza con el fin de defender el inestable frente sur del Imperio zarista, se convirtió con el tiempo en un importante centro de tránsito y de comercio.
Fue capturada por los cosacos en dos ocasiones, la primera en 1670 bajo la sublevación encabezada por Stenka Razin, y posteriormente en 1774 por Yemelián Pugachov. A finales del siglo XIX era uno de los más importantes puertos fluviales del Volga.

### Revolución rusa
Durante la Revolución rusa la ciudad y sus alrededores fueron centro de combates entre los bolcheviques y el Ejército Blanco (EB) y pequeñas facciones como el Ejército Negro. Aunque las tropas del EB disputaron varias veces el control de la ciudad a las tropas bolcheviques, éstas lograron mantener su posición siendo comandadas directamente por Iósif Stalin. A partir de ese momento la ciudad fue llamada Stalingrado y, durante la etapa soviética, se convirtió en un importante centro industrializado, además de ser un centro neurálgico para el transporte fluvial y el transporte de bienes por ferrocarril.

### Segunda Guerra Mundial

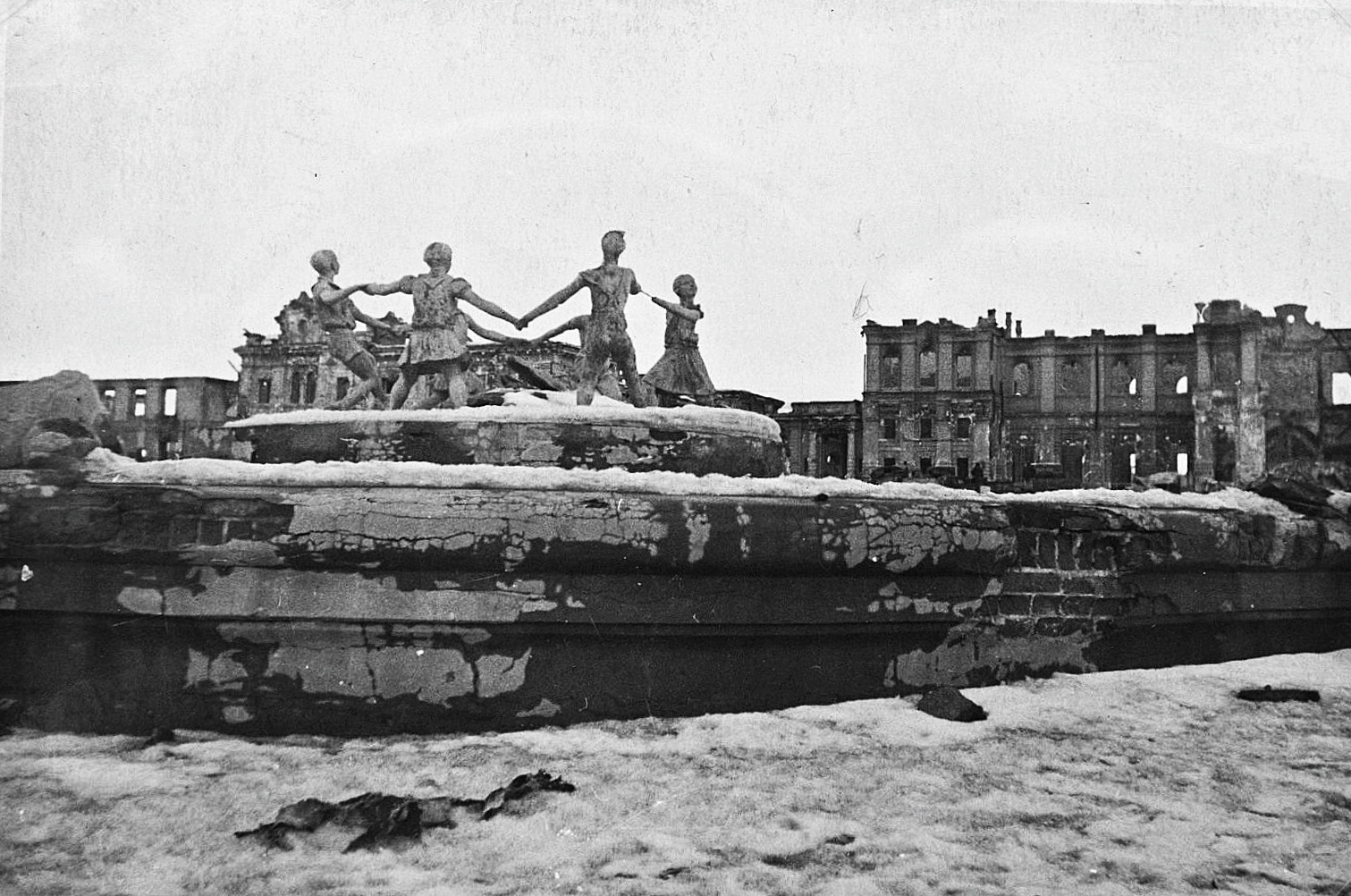
Fuente Barmalej tras la batalla.

Durante la Segunda Guerra Mundial, la guerra librada por la URSS en contra de la invasión alemana, es conocida en Rusia como la Gran Guerra Patria. Esta ciudad se convirtió en el centro de la batalla más sangrienta de la historia. La batalla de Stalingrado fue un episodio decisivo durante la Segunda Guerra Mundial, tanto para el sostenimiento de la resistencia de la Unión Soviética contra el Ejército de Hitler como también como punto de quiebre del avance alemán durante la guerra. Los ejércitos de Alemania, Italia, Rumania y Hungría trataron de tomarla infructuosamente, pues la consideraban como un sitio estratégico para conquistar la Unión Soviética, pero un rápido giro de un millón de soldados soviéticos rodeó la ciudad y culminó la desesperada resistencia, que terminó derrotando a las hordas de Hitler. La batalla se inició el 21 de agosto de 1942 y duró hasta el 2 de febrero de 1943, con la rendición del mariscal de campo Friedrich Paulus y todo el VI Ejército Alemán. Más del 90 % de la ciudad quedó en ruinas.

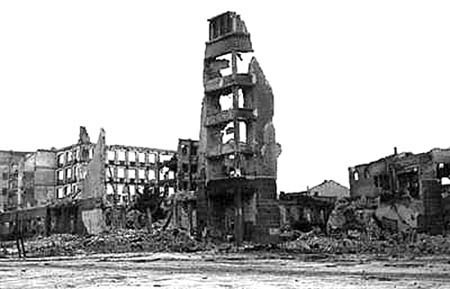
Stalingrado tras la guerra.

La batalla habría costado entre 1,7 y 2 millones de muertos entre soldados del Eje y de las fuerzas soviéticas. En reconocimiento al heroísmo mostrado por el Ejército Rojo y por los habitantes de esta indomable metrópoli, la ciudad recibió la condecoración de haber sido, una «Ciudad Heroica» en 1945, y también una espada especialmente confeccionada al efecto por orden del rey del Reino Unido Jorge VI. La reconstrucción de la devastada ciudad duró varios años, durante la cual se creó un gran complejo conmemorativo de la batalla, llamado Mamáyev Kurgán, ubicado en la colina homónima. Existe un gran museo que muestra piezas y armamento utilizados durante el asedio, tales como el fusil usado por el francotirador Vasili Záitsev, héroe de la Unión Soviética y personaje principal de la película Enemigo a las puertas.

### Posguerra
Durante el proceso de desestalinización iniciado a fines de la década de 1950, la ciudad fue rebautizada con el nombre de Volgogrado, que literalmente significa «ciudad del Volga». Este hecho fue curiosamente perjudicial para la ciudad, ya que nadie relacionaba a Volgogrado con la famosa ciudad de la guerra. Incluso hubo una breve pero fuerte campaña en 1985 durante el gobierno de Konstantín Chernenko para retomar el nombre que tanta fama le dio. En la actualidad existe un cierto grado de apoyo para retomar el nombre entre la población local, aunque el gobierno federal no ha tomado una decisión.
En 2013 la ciudad cambió su nombre a Stalingrado de manera oficial durante cinco días a modo conmemorativo de los setenta años de la batalla de Stalingrado.
Desde 2014 se llevaron  a cabo los preparativos para los partidos del Mundial-2018. En particular, a los pies del Mamáyev Kurgán se levantó el estadio internacional Volgograd-Arena. Además, para el Campeonato se habilitaron tres estadios de entrenamiento en la Academia de la Cultura Física y el Deporte, en el Complejo Deportivo Olimpia y en el estadio de Zénit; además de tres nuevos hoteles. Se rehabilitó el hospital clínico n.º 25 en cuyo recinto se соnstruyó una pista de helicóptero; también se repararon 280 kilómetros de las autovías, de las comunicaciones de ingeniería, y de instalaciones aeroportuarias.

#### Atentados de 2013
La ciudad fue blanco de dos ataques suicidas ocurridos los días 29 y 30 de diciembre de 2013. Uno de ellos ocurrió en la Estación Volgograd I y el segundo en un trolebús. Fueron llevados a cabo por insurgentes del Cáucaso Norte y dejaron un saldo de 34 fallecidos. Previamente, en octubre del mismo año ya había ocurrido un atentado contra un autobús.

## Organización territorial
Volgogrado es la capital de la óblast homónima, en el sur de la Rusia europea. Dentro de su óblast, no forma parte de ningún distrito o raión, sino que está directamente constituida como un ókrug urbano: su término municipal está subordinado directamente a la óblast y forma una unidad equiparada a un raión. El territorio del ókrug urbano se extiende a lo largo de la margen derecha del Volga, e incluye además la isla fluvial de Sarpinski. A este lado del río, el territorio de Volgogrado limita con los raiones de Svetli Yar y Gorodishche. Al otro lado del río se ubican el raión de Srédniaya Ájtuba y el ókrug urbano de Volzhski.
Desde 2010, el ókrug urbano está formado únicamente por la ciudad de Volgogrado, ya que las últimas pedanías que tenía la ciudad pasaron a considerarse barrios en ese año. El territorio de la ciudad se divide en los siguientes raiones o distritos urbanos:

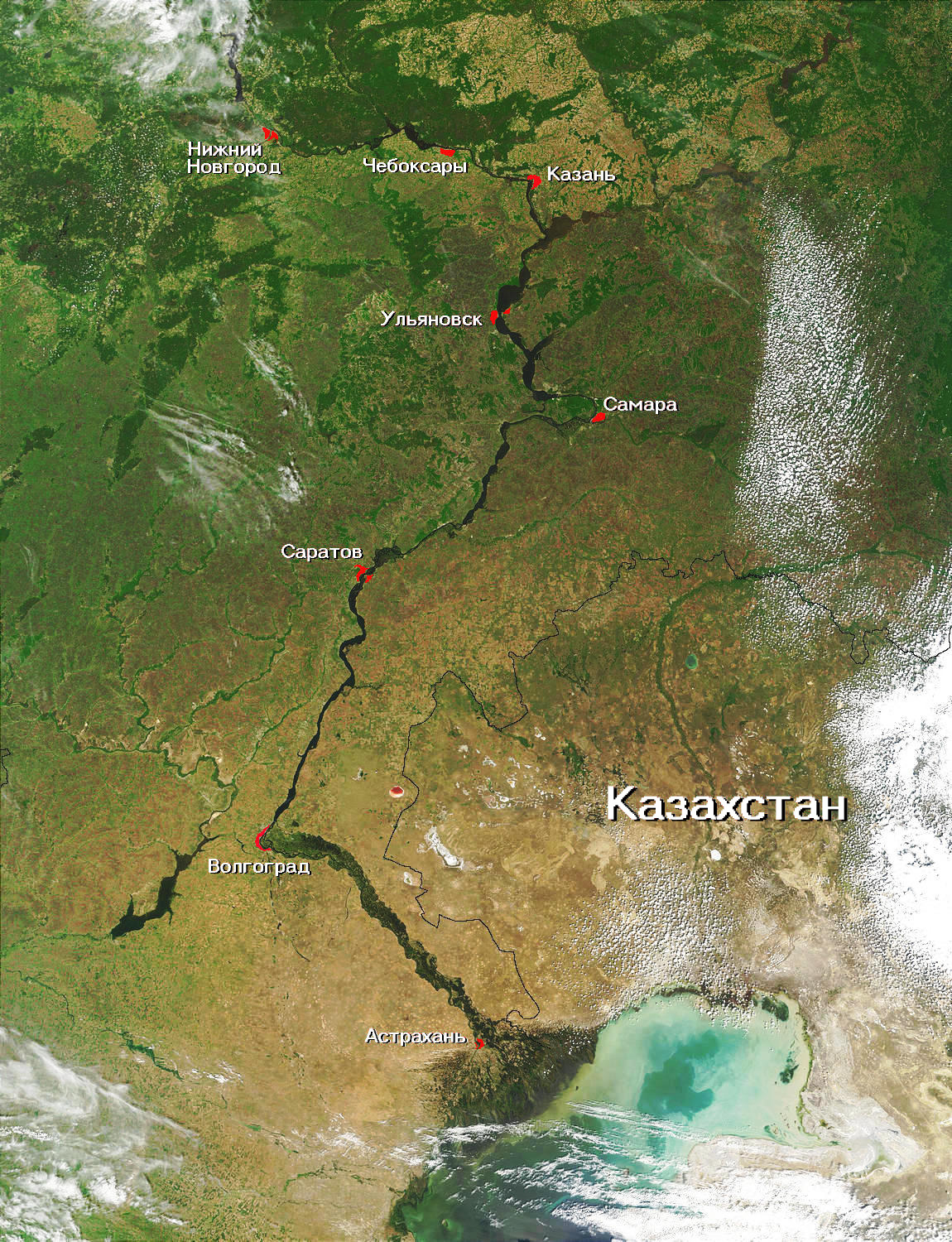
Imagen satelital del Volga en la que aparece Volgogrado (Волгогра́д).

| Distrito         | Área km² | Población (a 1 de enero de 2011) |
| ---------------- | -------- | -------------------------------- |
| Traktorozavodski | 54       | 140 269                          |
| Krasnooktiabrski | 34,2     | 151 698                          |
| Tsentralni       | 11,2     | 85 553                           |
| Dzerzhinski      | 85,8     | 180 774                          |
| Voroshilovski    | 27,8     | 83 141                           |
| Sovetski         | 63       | 107 309                          |
| Kirovski         | 71,5     | 104 355                          |
| Krasnoarmeiski   | 230      | 167 763                          |

## Geografía
Volgogrado, que se encuentra a 846 km al sur de Nizni Nóvgorod y a 915 km al sursureste de Moscú en la convergencia de los ríos Volga y Don en la región sureste de la parte europea de Rusia. Un canal conecta los dos ríos desde 1952. La mayor parte de la ciudad está ubicada en la margen derecha del río Volga, donde se puede notar la presencia de algunas islas (Sarpinsky, Golodny, Denejny). El área circundante, conocida como "La Gran Estepa", cuenta con llanuras de pastizales que hacen apto el terreno para la producción de granos, que alguna vez fue la mayor exportación de Rusia al resto de Europa y una de sus principales fuentes de riqueza e internacional.

## Clima
El clima de Volgogrado es templado continental. La precipitación media es de 217 mm por año, mientras que las temperaturas medias de enero son de -6,3 °C (con mínimas de hasta -33 °C) y en julio de 24,1 °C (máximas de hasta 42,6 °C). Hay grandes diferencias de temperaturas desde finales de abril a octubre, cuando el clima es similar al de Asia Central u Oriente Próximo.
El invierno es frío, con frecuentes nevadas y deshielos. El mes más frío es febrero. Los veranos son calurosos y algo largos, con temperaturas que pueden alcanzar fácilmente los 35 grados.
| Parámetros climáticos promedio de Volgogrado (normales 1991–2020, extremos 1938–presente) | Parámetros climáticos promedio de Volgogrado (normales 1991–2020, extremos 1938–presente) | Parámetros climáticos promedio de Volgogrado (normales 1991–2020, extremos 1938–presente) | Parámetros climáticos promedio de Volgogrado (normales 1991–2020, extremos 1938–presente) | Parámetros climáticos promedio de Volgogrado (normales 1991–2020, extremos 1938–presente) | Parámetros climáticos promedio de Volgogrado (normales 1991–2020, extremos 1938–presente) | Parámetros climáticos promedio de Volgogrado (normales 1991–2020, extremos 1938–presente) | Parámetros climáticos promedio de Volgogrado (normales 1991–2020, extremos 1938–presente) | Parámetros climáticos promedio de Volgogrado (normales 1991–2020, extremos 1938–presente) | Parámetros climáticos promedio de Volgogrado (normales 1991–2020, extremos 1938–presente) | Parámetros climáticos promedio de Volgogrado (normales 1991–2020, extremos 1938–presente) | Parámetros climáticos promedio de Volgogrado (normales 1991–2020, extremos 1938–presente) | Parámetros climáticos promedio de Volgogrado (normales 1991–2020, extremos 1938–presente) | Parámetros climáticos promedio de Volgogrado (normales 1991–2020, extremos 1938–presente) |
| Mes                                                                                       | Ene.                                                                                      | Feb.                                                                                      | Mar.                                                                                      | Abr.                                                                                      | May.                                                                                      | Jun.                                                                                      | Jul.                                                                                      | Ago.                                                                                      | Sep.                                                                                      | Oct.                                                                                      | Nov.                                                                                      | Dic.                                                                                      | Anual                                                                                     |
| ----------------------------------------------------------------------------------------- | ----------------------------------------------------------------------------------------- | ----------------------------------------------------------------------------------------- | ----------------------------------------------------------------------------------------- | ----------------------------------------------------------------------------------------- | ----------------------------------------------------------------------------------------- | ----------------------------------------------------------------------------------------- | ----------------------------------------------------------------------------------------- | ----------------------------------------------------------------------------------------- | ----------------------------------------------------------------------------------------- | ----------------------------------------------------------------------------------------- | ----------------------------------------------------------------------------------------- | ----------------------------------------------------------------------------------------- | ----------------------------------------------------------------------------------------- |
| Temp. máx. abs. (°C)                                                                      | 12.3                                                                                      | 15.8                                                                                      | 20.5                                                                                      | 29.2                                                                                      | 37.2                                                                                      | 39.4                                                                                      | 41.8                                                                                      | 42.6                                                                                      | 37.8                                                                                      | 31.0                                                                                      | 21.0                                                                                      | 12.3                                                                                      | 42.6                                                                                      |
| Temp. máx. media (°C)                                                                     | -3.4                                                                                      | -2.5                                                                                      | 4.6                                                                                       | 15.5                                                                                      | 22.7                                                                                      | 27.9                                                                                      | 30.5                                                                                      | 29.6                                                                                      | 22.2                                                                                      | 13.4                                                                                      | 4.0                                                                                       | -1.7                                                                                      | 13.6                                                                                      |
| Temp. media (°C)                                                                          | -6.3                                                                                      | -6.0                                                                                      | 0.2                                                                                       | 9.5                                                                                       | 16.5                                                                                      | 21.6                                                                                      | 24.1                                                                                      | 23.0                                                                                      | 16.0                                                                                      | 8.5                                                                                       | 0.6                                                                                       | -4.5                                                                                      | 8.6                                                                                       |
| Temp. mín. media (°C)                                                                     | -9.0                                                                                      | -9.0                                                                                      | -3.3                                                                                      | 4.2                                                                                       | 10.5                                                                                      | 15.4                                                                                      | 17.8                                                                                      | 16.5                                                                                      | 10.5                                                                                      | 4.3                                                                                       | -2.3                                                                                      | -7.1                                                                                      | 4.0                                                                                       |
| Temp. mín. abs. (°C)                                                                      | -33.0                                                                                     | -32.5                                                                                     | -25.8                                                                                     | -12.8                                                                                     | -3.3                                                                                      | 2.0                                                                                       | 7.4                                                                                       | 4.5                                                                                       | -1.0                                                                                      | -12.2                                                                                     | -25.8                                                                                     | -27.8                                                                                     | -33.0                                                                                     |
| Precipitación total (mm)                                                                  | 20                                                                                        | 14                                                                                        | 19                                                                                        | 13                                                                                        | 28                                                                                        | 20                                                                                        | 16                                                                                        | 11                                                                                        | 19                                                                                        | 22                                                                                        | 15                                                                                        | 20                                                                                        | 217                                                                                       |
| Días de lluvias (≥ 1 mm)                                                                  | 9                                                                                         | 7                                                                                         | 8                                                                                         | 12                                                                                        | 12                                                                                        | 12                                                                                        | 11                                                                                        | 8                                                                                         | 10                                                                                        | 11                                                                                        | 12                                                                                        | 11                                                                                        | 123                                                                                       |
| Días de nevadas (≥ 1 mm)                                                                  | 20                                                                                        | 18                                                                                        | 11                                                                                        | 2                                                                                         | 0.03                                                                                      | 0                                                                                         | 0                                                                                         | 0                                                                                         | 0.1                                                                                       | 1                                                                                         | 9                                                                                         | 18                                                                                        | 79                                                                                        |
| Horas de sol                                                                              | 66.1                                                                                      | 96.9                                                                                      | 138.4                                                                                     | 204.2                                                                                     | 290.8                                                                                     | 308.4                                                                                     | 329.3                                                                                     | 300.2                                                                                     | 228.9                                                                                     | 155.8                                                                                     | 63.6                                                                                      | 42.5                                                                                      | 2225.1                                                                                    |
| Humedad relativa (%)                                                                      | 88                                                                                        | 86                                                                                        | 81                                                                                        | 64                                                                                        | 57                                                                                        | 56                                                                                        | 53                                                                                        | 51                                                                                        | 61                                                                                        | 73                                                                                        | 86                                                                                        | 89                                                                                        | 70                                                                                        |
| Fuente n.º 1: Pogoda.ru.net                                                               |                                                                                           |                                                                                           |                                                                                           |                                                                                           |                                                                                           |                                                                                           |                                                                                           |                                                                                           |                                                                                           |                                                                                           |                                                                                           |                                                                                           |                                                                                           |
| Fuente n.º 2: Weatherbase (horas de sol)                                                  |                                                                                           |                                                                                           |                                                                                           |                                                                                           |                                                                                           |                                                                                           |                                                                                           |                                                                                           |                                                                                           |                                                                                           |                                                                                           |                                                                                           |                                                                                           |

## Economía
Volgogrado es un importante centro industrial, nudo ferroviario y uno de los principales puertos fluviales rusos. Entre las industrias locales destaca la industria pesada, la refinación de petróleo, la producción de aluminio y acero, la manufactura de maquinaria y la industria química. En la zona norte de la ciudad están ubicadas grandes plantas hidroeléctricas.

## Educación
Las instituciones de educación universitaria en Stalingrado / Volgogrado son:
- Universidad Estatal de Volgogrado
- Universidad Técnica Estatal de Volgogrado (antigua Universidad Politécnica de Volgogrado)[21]
- Universidad Médica Estatal de Volgogrado[22]
- Universidad Estatal de Arquitectura e Ingeniería Civil de Volgogrado
- Academia de Industria de Volgogrado
- Academia de Administración de Negocios de Volgogrado[23]
- Universidad Estatal Pedagógica de Volgogrado

## Cultura

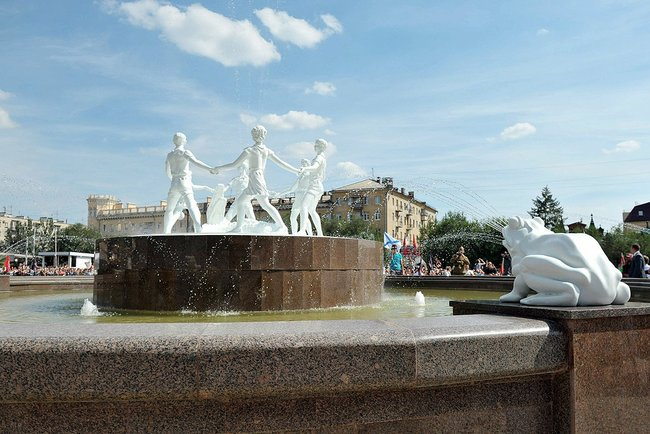
Fuente Barmalej.

En 2010 varias de las calles de la ciudad fueron nombradas en honor a figuras destacadas de cultura de Rusia, que glorificaron las “hazañas de los héroes de la batalla de Stalingrado”. Esas personalidades son Innokenti Smoktunovski, Víctor Nekrasov y Vasili Grossman entre otros.
La ciudad es sede de una de las pocas iglesias flotantes del mundo, la iglesia flotante de San Vladimir de Volgogrado, que se usa para cristianizar la Rusia profunda.

## Deportes
La ciudad fue una de las sedes de la Copa Mundial de Fútbol de 2018. Otros deportes que también destacan es el baloncesto, el bádminton y los deportes de invierno. También destaca su piscina olímpica, ya que la natación es muy popular en los habitantes de Volgogrado.
| Equipo                | Deporte | Competición               | Estadio                       | Creación |
| --------------------- | ------- | ------------------------- | ----------------------------- | -------- |
| FC Rotor Volgograd    | Fútbol  | Primera División de Rusia | Estadio Central de Volgogrado | 1929     |
| FC Olimpia Volgogrado | Fútbol  | Segunda División de Rusia | Estadio Central de Volgogrado | 1989     |

La Copa Mundial de fútbol 2018 en Volgogrado
En 2018 Volgogrado acogió cuatro juegos del Campeonato Mundial de Fútbol. Para ello, en la ciudad en las orillas del Volga se construyó el moderno estadio de Volgogrado Arena. Tiene capacidad para 45 000 personas, incluidas las localidades vip, otras para la prensa y para personas de movilidad reducida.
En el estadio se disputaron los siguientes partidos:
| Fecha               | Fase         | Equipo         |                           | Resultado |                       | Equipo     | Espectadores |
| ------------------- | ------------ | -------------- | ------------------------- | --------- | --------------------- | ---------- | ------------ |
| 18 de junio de 2018 | Primera fase | Túnez          | Bandera de Túnez          | 1:2       | Bandera de Inglaterra | Inglaterra | 42 834       |
| 22 de junio de 2018 | Primera fase | Nigeria        | Bandera de Nigeria        | 2:0       | Bandera de Islandia   | Islandia   | 40 904       |
| 25 de junio de 2018 | Primera fase | Arabia Saudita | Bandera de Arabia Saudita | 2:1       | Bandera de Egipto     | Egipto     | 36 823       |
| 28 de junio de 2018 | Primera fase | Japón          | Bandera de Japón          | 0:1       | Bandera de Polonia    | Polonia    | 42 189       |

En la calle de 62 Armii, para los aficionados del fútbol se organizará el Festival de Hinchas de la FIFA. Realizará sus actividades todos los días del Campeonato. Los hinchas podrán ver los juegos en la gran pantalla, visitar zonas de diversión, bares y restaurantes.
Son oriundos de Volgogrado varios atletas de nivel internacional como Tatiana Lébedeva, Yelena Slesarenko y Yelena Isinbáyeva.

## Ciudades hermanadas
- Bakú[26]
- Chemnitz[27]
- Chengdu[27]
- Chennai[27]
- Cleveland[27]
- Colonia[27]
- Coventry[27]
- Dijon[27]
- Esmirna[27]
- Gaziemir[27]
- Hiroshima[28]
- Jilin[27]
- Kemi[27]
- Kruševac[27]
- La Habana[27]
- Lieja[27]
- Olevano Romano[27]
- Ostrava[27]
- Plonsk[27]
- Port Said[27]
- Rousse[29]
- Turín[27]